# Estadio Socios Fundadores
El Estadio Socios Fundadores está ubicado en el barrio Cívico de la ciudad de Comodoro Rivadavia, Argentina. Es la sede local del club de baloncesto Gimnasia y Esgrima, que se desempeña en la Liga Nacional de Básquet. Por su ubicación estratégica y su capacidad suele ser sede de eventos de boxeo, kickboxing y espectáculos artísticos. El estadio es también sede de la Liga de Voleibol Argentina gracias al ascenso en 2024 de Waiwen Vóley Club, primer club de la Patagonia argentina austral en participar.

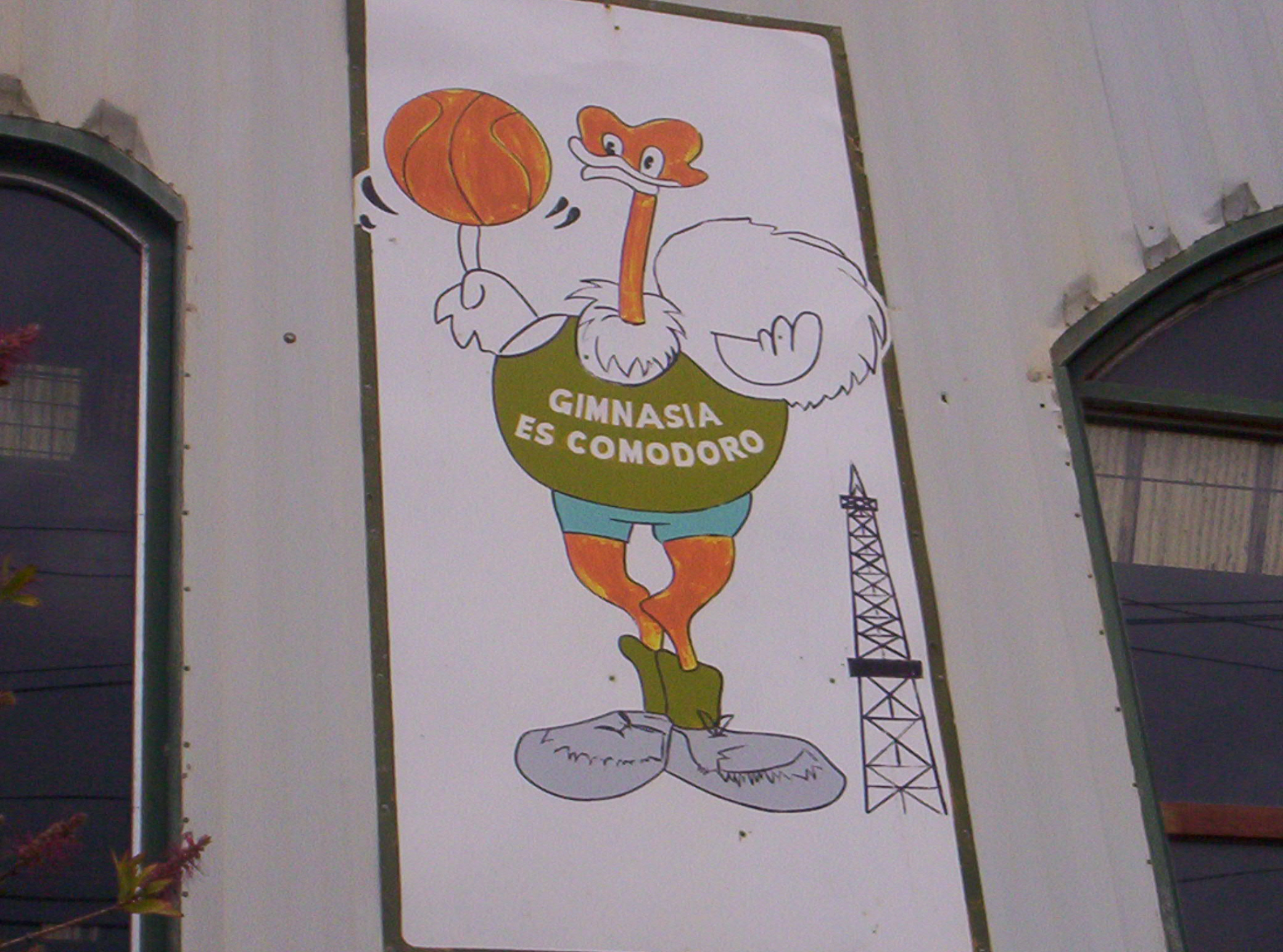
Logo exhibido en el exterior de las instalaciones.

## Historia
Las tierras en donde actualmente se encuentra emplazado el Socios Fundadores, fueron cedidas al club en 1965. En 1979 se decidió vender la mitad del predio a la empresa Amoco, utilizando ese dinero para la construcción de un centro polideportivo. El 24 de noviembre de 1985 se realizó el acto inaugural del establecimiento.
El nombre del estadio fue seleccionado en honor a los socios que fundaron el club Gimnasia y Esgrima de Comodoro Rivadavia el 13 de febrero de 1919.
El 2 de mayo de 1993, en un partido correspondiente por las semifinales de la Liga Nacional de Básquet 1992-93 , Andrew Moten anotó 63 puntos ante Gimnasia y Esgrima Pedernera Unidos, la máxima cifra obtenida en un partido de la LNB.
El 1 de junio de 2006 el Socios Fundadores fue sede del sexto partido de la serie final de la Liga Nacional de Básquet, en el cual el cuadro local, Gimnasia y Esgrima, se consagró campeón de la liga por primera vez en la historia del club tras derrotar al Club Deportivo Libertad por 84-80 y sentenciar la serie en 4-2.

## Estructura
Presenta una tribuna popular con capacidad de 2272 personas en el sector este del estadio. Un total de 1076 plateas, distribuidas entre ambos laterales y tras los aros colgantes, incluyendo una tribuna preferencial en la parte superior del lateral oeste.

## Eventos deportivos importantes
- Pelea por el título mundial Supermosca de la OMB entre Víctor Godoy y Pedro Morquecho (1998).
- Final de la Liga Sudamericana de Clubes 2001 (Juegos 1 y 2).
- Final de la Liga Nacional de Básquet 2005-06 (Juegos 3, 4 y 6).
- Clasificación de la CSV para la Copa Mundial de Voleibol Femenino de 2015.
- Liga de Voleibol Argentina 2024-25

## Artistas
Algunos de los artistas que se presentaron en el Socios Fundadores fueron:
| - Ataque 77. - La Beriso. - Bersuit vergarabat. - Camila. - Catupecu Machu. - Charly García. - Ciro y Los Persas. - Divididos. - Dread Mar-I. - Los Gardelitos. - Gondwana. - Guasones. - Karamelo Santo. | - León Gieco. - Los Piojos. - Luis Fonsi. - Malón. - Pappo. - Las Pastillas del Abuelo. - Las Pelotas. - Rata Blanca. - Ratones Paranoicos. - La Renga. - Joan Manuel Serrat. - Viejas Locas. - Kapanga. - No Te Va Gustar. |